# Каланси (Монтана)
Каланси (енгл. Clancy) насељено је место без административног статуса у америчкој савезној држави Монтана.

## Демографија
По попису из 2010. године број становника је 1.661, што је 255 (18,1%) становника више него 2000. године.
| Група             | 2000.         | 2010.         |
| Белци             | 1.336 (95,0%) | 1.567 (94,3%) |
| Афроамериканци    | 2 (0,1%)      | 5 (0,3%)      |
| Азијати           | 8 (0,6%)      | 6 (0,4%)      |
| Хиспаноамериканци | 28 (2,0%)     | 36 (2,2%)     |
| Укупно            | 1.406         | 1.661         |